# تسيركون
صاروخ تسيركون فرط الصوتي روسي الصنع، هو صاروخ أُعلن عن نجاح اختباراته الأولى في 4 أكتوبر 2021، بعد إطلاقه من الغواصة النووية «سيفيرودفينسك» على هدف بحري افتراضي في المنطقة المائية لبحر بارنتس حيث أعلنت وزارة الدفاع الروسية أنه أتمّ رحلته وفق جميع المعايير المحددة له وأصاب الهدف بدقة. وهو من إنتاج شركة «تصنيع المعدات» NPO Mashinostroyenie. وبدأت عمليات التسليم التسلسلية لصواريخ تسيركون إلى الجيش الروسي في عام 2022.

## مواصفات الصاروخ
تصل السرعة القصوى ل «تسيركون» إلى 9 أضعاف سرعة الصوت، ويكمن الهدف الرئيسي منه في استهداف السفن السطحية للعدو من فئات مختلفة من الفرقاطات إلى حاملات الطائرات وغيرها من الأهداف المجاورة في نصف قطر التدمير (1000 كيلومتر)، وتجعل الخصائص فرط الصوتية لهذا الصاروخ من المستحيل تفاديه أو اكتشاف إطلاقه في الوقت المناسب.

## التقنية
السلاح قيد التطوير ومعظم تفاصيل التقدم والتكلفة سرية. لا توجد أيضًا صور يمكن الوصول إليها للجمهور وهناك تكهنات حول بيانات الأداء. من المقرر أن تتمركز صواريخ تسيركون الموجهة أساسًا على السفن. لهذا الغرض ، يتم استيعابهم في مرفق إطلاق عمودي للصواريخ من النوع "3R14 (3S14)". يمكن أيضًا إطلاق صواريخ منها من نوع P-800 Oniks أو كاليبر من منشأة الإطلاق العمودية. وبحسب المعلومات الروسية فإن تسيركون هو صاروخ ذو مرحلتي دفع. نظرًا لأن ramjet لا يولد قوة دفع للإقلاع، يتم إطلاق الصاروخ أولاً بواسطة محرك صاروخي بالوقود الصلب. بعدما يتم حرق هذا سيكون للمرحلة الثانية الفرط صوتية ضغط ديناميكي كافٍ، فيتم فصل المرحلة الأولى للصاروخ. بعد هذا الفصل يبدأ تشغيل محرك الانطلاق النفاث للصاروخ الموجه. المرحلة الثانية الفرط صوتية تستخدم وقود اصطناعي يسمى Decilin-M كوقود سائل. ربما يكون هذا مشابهًا لـ غونما (محافظة). تتم الرحلة البحرية على ارتفاع 30-40 كم. مقاومة الهواء ولكن أيضًا الضغط الجزئي للأكسجين الذي يحتاجه المحرك النفاث عند سرعة طيران تبلغ Mach 8 (حوالي 10780 كم / ساعة) سوف تعطي تسيركون نطاقًا بين 250 إلى 500 كم لإصابة الهدف. يُعتقد أن التوجيه يتم بواسطة نظام ملاحة بالقصور الذاتي ويعتقد أن الموقع المستهدف يستخدم البحث عن هدف رادار نشط. أثناء الرحلة عبر الغلاف الجوي للأرض مع سرعة تفوق سرعة الصوت ، يتم توليد مستوى عالٍ جدًا من حرارة الاحتكاك على سطح الصاروخ مما يجعل تغطيته بـ طلاءًا حراريًا ضروريًا خاصةً لطرف الصاروخ وأسطح التوجيه. وفقًا للمعلومات الروسية فقد تم تطوير مواد جديدة لهذا الغرض.

## المستخدمون
روسيا
- البحرية الروسية

## دخول الخدمة
أعلن وزير الدفاع الروسي سيرغي شويغو عن بدء وزارة الدفاع الروسية إنتاج صورايخ «تسيركون» فرط الصوتية بكميات ضخمة في تصريح لقناة «روسيا 1» يوم السبت 20 آب/أغسطس 2022.

## التصدير
هناك بعض أوجه التشابه في التصميم بين صاروخ تسيركون وصاروخ براموس-2 والتي لاحظها الخبراء.
افترض بعض الخبراء أيضاً أن صاروخ براموس-2 قد يكون نسخة تصديرية من صاروخ تسيركون. مع الأخذ بعين الاعتبار أن النسخة المعدة للتصدير من صاروخ ما يجب ألا يتجاوز مداها 400 كم كحد أقصى امتثالاً لما ينص عليه نظام مراقبة تكنولوجيا الصواريخ MTCR.